# 三脉种阜草
三脉种阜草（学名：Moehringia trinervia）为石竹科种阜草属的植物。分布于台湾岛、哈萨克斯坦、日本、欧洲、小亚细亚、俄罗斯、伊朗以及中国大陆的新疆、云南、浙江、甘肃、湖南、四川、江西、陕西、安徽、湖北等地，生长于海拔1,400米至2,400米的地区，多生长在林下阴湿处，目前尚未由人工引种栽培。

## 别名
三脉美苓草（拉汉种子植物名称）